# Giáo sư
Giáo sư (viết tắt: GS) hay Professor (viết tắt: Prof.) là một học hàm ở các trường đại học, các cơ sở giáo dục, các học viện và trung tâm nghiên cứu ở hầu hết các quốc gia trên thế giới. Theo nghĩa đen, Từ Professor (giáo sư) bắt nguồn từ tiếng Latinh "person who professes" nghĩa là một chuyên gia có kiến thức chuyên sâu về nghệ thuật hoặc khoa học, hoặc một giảng viên có trình độ chuyên môn cao, nhưng đôi khi chức danh giáo sư lại được xem là một danh hiệu đánh giá tố chất của một con người.
Ở phần lớn thế giới, từ "giáo sư" không có tiêu chuẩn được sử dụng chính thức để chỉ ra cấp bậc học vấn cao nhất.
Các giáo sư thường tiến hành nghiên cứu ban đầu và giảng dạy các khóa học ở đại học, sau đại học hoặc các lĩnh vực trong chuyên môn của họ. Ở các trường đại học có chương trình cấp bằng sau đại học, giáo sư có thể cố vấn và giám sát sinh viên tốt nghiệp tiến hành nghiên cứu luận án hoặc luận văn.
Ở các nước Âu Mỹ, các giáo sư thường có bằng tiến sĩ hoặc bằng cấp cao khác. Một số giáo sư có bằng thạc sĩ hoặc bằng cấp chuyên nghiệp, chẳng hạn như Bằng M.D. (Doctor of Medicine), là trình độ cao nhất của họ. Giáo sư không phải là một học hàm hay một chức danh khoa học mà là một chức vụ giảng dạy, có trách nhiệm lớn trong trường đại học, có nhiệm vụ hướng dẫn sinh viên nghiên cứu, và thường do các trường đại học tự chọn lựa và quyết định.
Phó Giáo sư (associate professor) là một chức danh khoa học dành cho người nghiên cứu và giảng dạy bậc đại học, sau đại học nhưng ở cấp thấp hơn giáo sư (professor). Đầu thập kỷ 80 của thế kỷ XX, Phó Giáo sư còn được gọi là "Giáo sư cấp I". Nhưng thực tế thường bị "mất" đi cái đuôi "cấp I" nên để tránh nhầm lẫn với Giáo sư (professor), thì từ năm 1988 đã có quy định thống nhất chỉ dùng chức danh "Phó Giáo sư", mà không dùng "Giáo sư cấp I" nữa.
Ở Việt Nam: Giáo sư trước năm 1975 được gọi, để chỉ các nhà giáo giảng dạy trong các trường đại học. Hiện nay, khác với các nước khác, Giáo sư (professor) là tên gọi một chức danh được nhà nước phong tặng nhưng lại không có quyền hạn, nhiệm vụ nào rõ ràng với chức danh đó. Ở Việt Nam sau 24 đợt xét phong từ năm 1980 đến năm 2015, tổng số lượt GS, PGS đã được công nhận là 11.619, trong đó có 1.680 GS và 9.939 PGS.  Riêng năm 2016 có thêm 65 GS và 638 PGS được công nhận. Không ít vị trong số đó là quan chức, có người không liên quan gì đến giảng dạy và nghiên cứu, và chỉ có khoảng hơn 4.100 người làm trong các đại học. GS Hoàng Tuỵ cho rằng nên thay đổi cơ chế xét duyệt vả có thể đến 1/3 số GS, PGS nên bị thu hồi chức danh.
Ở các nước Đông Âu, Liên bang Nga và SNG, thì giáo sư là một chức vụ giảng dạy (tại một bộ môn nào đó do hội đồng chuyên ngành quyết định) hoặc chức danh khoa học (do hội đồng giáo dục và khoa học liên bang công nhận) tùy vào thời gian, thành tích giảng dạy đại học, sau đại học và công trình khoa học của các giảng viên có học vị tiến sĩ hoặc tiến sĩ khoa học.

## Nhiệm vụ

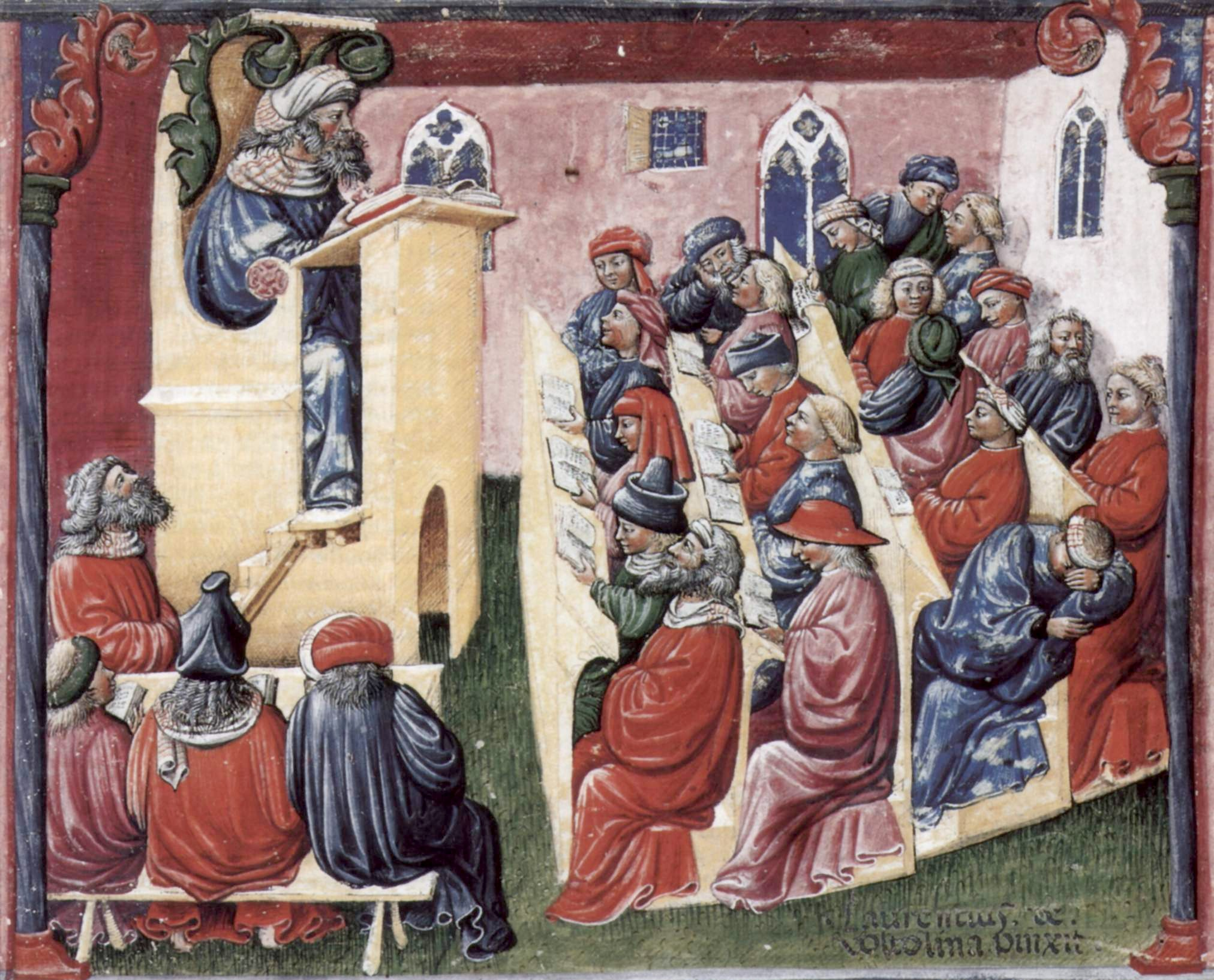
Tranh vẽ của họa sĩ Ý Laurentius de Voltolina khoảng năm 1233

## Tiền lương

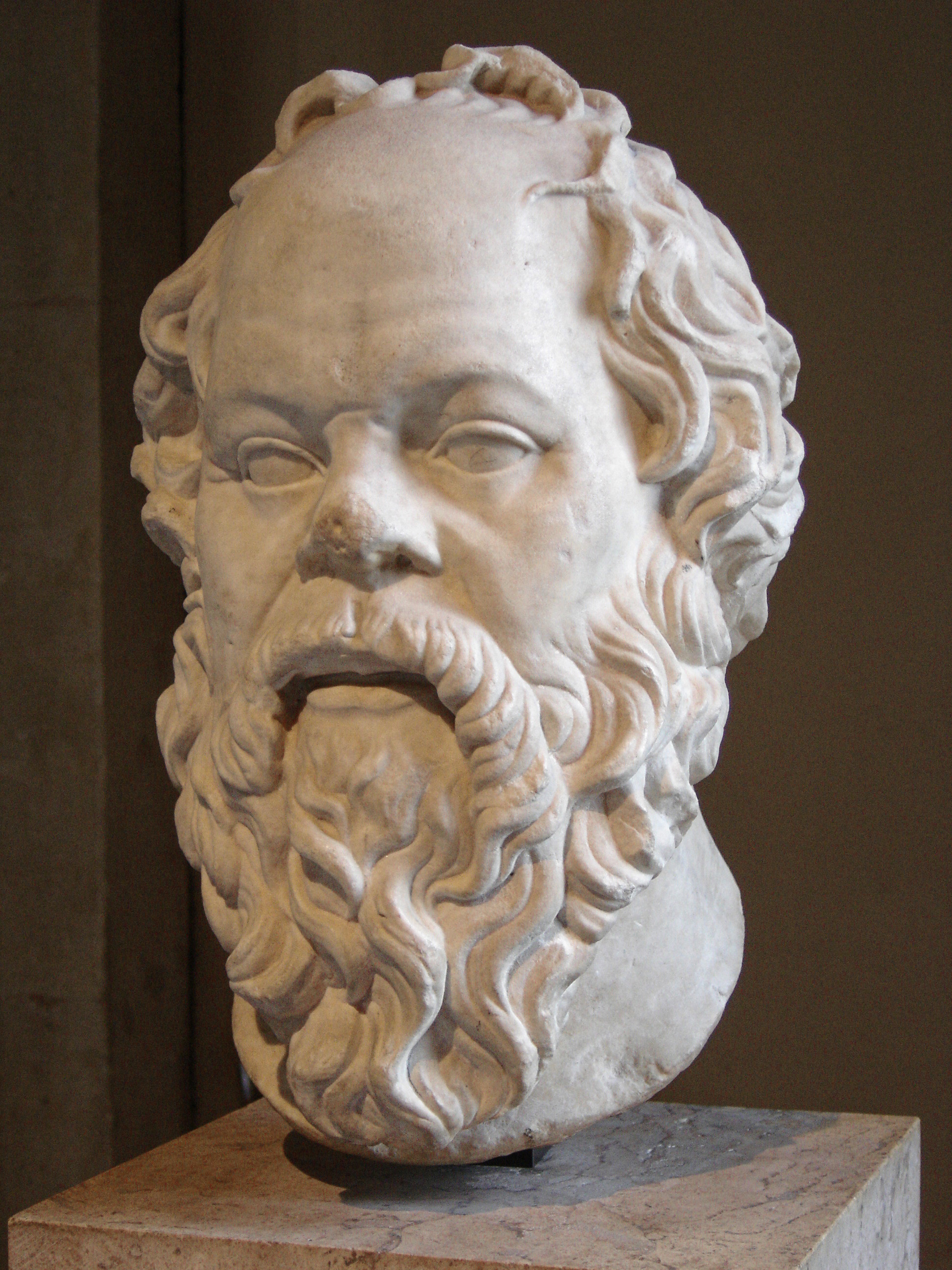
Triết gia Hy Lạp cổ đại Socrates là một trong những giáo sư ghi chép sớm nhất.